# Académie de l'air et de l'espace
Académie de l'air et de l'espace (AAE), creada el 1983 amb el nom d'Académie nationale de l'air et de l'espace (el canvi de nom va tenir lloc el 2007), per iniciativa d'André Turcat i de la ciutat de Tolosa, essent alcalde Dominique Baudis, és l'Acadèmia francesa de l'aire i l'espai, una associació que promou el desenvolupament de caràcter científic, tècnic, econòmic i cultural en el camp de l'aire i l'espai.

## Història

### El desig del Coronel Edmond Petit
La idea d'una Acadèmia de l'Aire data de l'any 1954. El Coronel Edmond Petit, llavors cap del servei d'informació de la Força Aèria i editor literari de la revista Forces Aériennes Françaises, va publicar, el 1954, uns articles que advocaven per una institució d'aquest tipus. Ho veia com un Conservatori de la llengua francesa en els textos de l'aeronàutica, on l'Acadèmia francesa era «totalment incompetent», i com el lloc en el qual podria desenvolupar-se la història de l'aviació.

### La creació de l'Académiegràcies a la notorietat d'André Turcat
Aquest projecte no es va poder acomplir fins al 1983, i d'una forma més àmplia. Fou l'expilot d'assaig en cap del Concorde, André Turcat, qui va fer sortir de la incertesa l'Académie nationale de l'air et de l'espace, tant a través de la seva reputació dins de l'aeronàutica francesa, així com amb les autoritats municipals de Tolosa. El suport material de la Ville Rose permeté la instal·lació de l'Acadèmia al lloc de l'antic observatori de Jolimont i pel segon centenari del primer vol humà, els trenta-cinc membres fundadors es van reunir el 21 de novembre de 1983 a l'assemblea plenària. Establerta en associació de llei el 1901, declarada d'utilitat pública el 1987, l'Acadèmia s'ha imposat com a objectius «promoure el desenvolupament de la qualitat científica, tècnica i cultural en els camps de l'aire i l'espai». En aquestes àrees, es proposa la millora i l'enriquiment del patrimoni, la difusió del coneixement i construir un centre d'entreteniment.

### Influència internacional
Organitza conferències i fòrums internacionals, compta amb exposicions i entrega premis i medalles a gent que ha fet contribucions distingides. Cada dos o tres mesos, es publica la Lettre de l'Académie (carta de l'acadèmia) amb unes poques pàgines d'un tema d'actualitat aeronàutica. També publica obres de més amplitud, dossiers i llibres.
L’Académie de l'Air et de l'Espace compta estatutàriament amb seixanta membres titulars francesos, trenta membres associats estrangers, membres d'honor escollit entre els pioners de l'aeronàutica i de l'espai i corresponsals que asseguren una connexió permanent a les activitats actuals del món aeroespacial. Els seus membres esdevenen honoraris a l'edat de 75 anys o sota demanda expressa, i poden continuar, segons la seva conveniència, a participar en les diferents activitats.
Els membres poden unir-se a diferents seccions d'acord amb la seva especialitat. Aquestes cinc àrees són:
1. coneixement científic de l'aire i l'espai
2. ciències aplicades i tecnologia de l'aire i l'espai
3. presència humana i activitats en l'aire i l'espai
4. l'ètica, el dret, la sociologia i l'economia de l'aire i l'espai
5. història, literatura i arts de l'aire i l'espai

A petició d'un dels membres titulars o honoraris, poden establir-se comitès per abordar temes actuals.